# ケンプナー関数

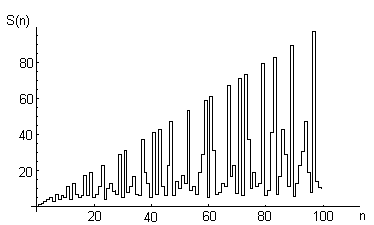
ケンプナー関数のグラフ

数論において、ケンプナー関数（ケンプナーかんすう、英: Kempner function）S(n)   は正整数nについて定義される関数である。

## 定義
階乗s!をnが割り切るときsの最小値を与える関数である。例えば8ならば、1!, 2!, 3!は8で割り切ることはできないが、4!で割り切ることができる。つまりS(8) = 4である。他の言い方をすればnがs!の約数となる最小の整数sを与える関数である。
この関数は、素数においては一次関数的に成長し、階乗数では対数関数的成長を見せる、一貫性のない成長率をもつ。
| {\displaystyle n}    | 1   | 2 | 3 | 4 | 5 | 6 | 7 | 8 | 9 | 10 | 11 | 12 | 13 | 14 | 15 | 16 | 17 | 18 | 19 | 20 | 21 | 22 | 23 | 24 | 25 | 26 | 27 | 28 |
| -------------------- | --- | - | - | - | - | - | - | - | - | -- | -- | -- | -- | -- | -- | -- | -- | -- | -- | -- | -- | -- | -- | -- | -- | -- | -- | -- |
| {\displaystyle S(n)} | 0,1 | 2 | 3 | 4 | 5 | 3 | 7 | 4 | 6 | 5  | 11 | 4  | 13 | 7  | 5  | 6  | 17 | 6  | 19 | 5  | 7  | 11 | 23 | 4  | 10 | 13 | 9  | 7  |

## 歴史
ケンプナー関数は、1883年、リュカによって初めて言及された。その後は、1887年のノイベルグのジャーナル Mathesis にも見られた。1918年、オーブリー・J・ケンプナーが最初に正しい計算アルゴリズムを与えた。またケンプナーはS(1) = 0としている。
1980年にスマランダチェが再発見し研究したことからスマランダチェ関数（Smarandache function）とも呼ばれる。

## 性質
n!はnを約数に持つため、S(n)は常にn以下である。nが素数か4であることとS(n) = nが成り立つことは同値である。つまりS(n)をできるだけ大きくするときnは素数である。逆に、できるだけ小さくする場合はnを階乗数にすればよい（k ≧ 1についてS(k!) = kとなる）。
S(n)は係数が整数である、出力された整数値がすべてnで割り切れるモニック多項式の最小次数となる。例えばS(6) = 3について、以下の三次関数が出力する整数値は6で割り切れる（6を法として0である）。{\displaystyle x(x-1)(x-2)=x^{3}-3x^{2}+2x.}しかし二次または一次のモニック多項式で、その出力された整数値が常に6で割り切れるものは存在しない。
ほとんどすべての整数n（漸近密度が0という意味）で、S(n)がnの最大の素因数と一致する事がエルデシュによって指摘された。この問題は1911年にThe American Mathematical Monthlyで発表され1994年に解決された。
Tutescuは{\displaystyle S(n)\neq S(n+1)}と予想している。
4以上の整数{\displaystyle x}について、素数計数関数とガウス記号とケンプナー関数に関連する以下の式が成り立つ。
{\displaystyle \pi (x)=-1+\sum _{k=2}^{x}\left\lfloor {\frac {\mu (k)}{k}}\right\rfloor }

## 計算複雑さ
任意の整数nのケンプナー関数S(n)は、nの素因数の素数冪peの中で、S(pe)の最大値である。nがpe自身であるとき、そのケンプナー関数は、pの倍数の中でその階乗の約数がpの十分な倍数を含むものを見つける、という手順程度の多項式時間 で見つけられる。 同様のアルゴリズムを任意のnに拡張すると、nのそれぞれ素因数で、peと同様の手順を行い、最も大きい値がS(n)の値となる。
素数pとpより小さい数xで、n = pxと表せるときS(n) = pである。したがって、半素数のケンプナー関数の計算は、その素因数分解と同等の難しさであることを示唆している。より一般的に、nが合成数ならば、S(n)を繰り返し評価しnが素因数分解できたとしても、S(n)とnの最大公約数は非自明である。ゆえに、ケンプナー関数の計算は一般的に、素因数分解より簡単でない。

## 級数
ケンプナー関数に関する級数には以下のようなものがある。総じてスマランダチェ定数と呼ばれる。
{\displaystyle \sum _{n=2}^{\infty }{\frac {1}{S(n)!}}=1.09317\ldots }
{\displaystyle \sum _{n=2}^{\infty }{\frac {S(n)}{n!}}=1.71400629359162\ldots }（無理数であることが知られている）
{\displaystyle \sum _{n=2}^{\infty }{\frac {1}{\prod _{i=2}^{n}S(i)}}=0.719960700043\ldots }
{\displaystyle \sum _{n}S(n)^{-\alpha }{S(n)!}^{-1/2}<\infty ,\,{\text{ con }}\alpha >1.}

## 類似物

### Pseudosmarandache Function
Pseudosmarandache FunctionZ(n)は、s番目の三角数がnを割り切るとき、最小のsを出力する関数である。以下のような性質を持つ。
- {\displaystyle {\sqrt {n}}<Z(n)\leq 2n-1}
- {\displaystyle Z(n)\leq n-1}（奇数の場合）
- {\displaystyle Z(2^{k})=2^{k+1}-1\,}
- nについての方程式{\displaystyle {\frac {n}{Z(n)}}=k\;(k\in \mathbb {Z} ,k\geq 2)}は無限個の解を持つ。
- {\displaystyle \sum _{n=1}^{\infty }{\frac {1}{Z(n)^{\alpha }}}}は{\displaystyle \alpha >1}ならば収束する。
- {\displaystyle {\frac {Z(n+1)}{Z(n)}},{\frac {Z(n-1)}{Z(n)}},{\frac {Z(2n)}{Z(n)}}}は発散する。

### Smarandache-double factorial Function
Smarandache-double factorial Function Sdf(n)はs!!（二重階乗）がnを割り切るとき、最小のsを出力する関数である。

### Smarandache Near-to-Primorial Function
Smarandache Near-to-Primorial Functionは、{\displaystyle s\#}（素数階乗）または{\displaystyle s\#\pm 1}のいずれかがnを割り切るとき、最小のsを出力する関数である。

### スマランダチェ-ワグスタッフ関数
スマランダチェ-ワグスタッフ関数（Smarandache-Wagstaff Function）Sw(n)は1からs番目までの階乗数の和がnを割り切るとき、最小のsを出力する関数である。0からs番目までとしたものはスマランダチェ-クレパ関数（Smarandache-Kurepa Function）と呼ばれる。

### Smarandache Ceil Function
Smarandache Ceil Function Sk(n)は、skがnを割り切る最小の整数sを出力する関数である。 S1(n) = nである。
{\displaystyle x^{k}\equiv 0\quad (\mathrm {mod} \ n)}の解の個数をMk(n)として{\displaystyle S_{k}(n)={\frac {n}{M_{k}(n)}}}としても表される。